# HK21
La HK21 est une mitrailleuse polyvalente ouest-allemande conçue et fabriquée par Heckler & Koch chambrée pour la munition 7,62 OTAN. Elle est chronologiquement la première arme dérivée du HK G3 puisqu'elle fut produite à partir de 1961.
Si elle n'a pas eu le succès du HK G3 ou de la MG3, elle fut exportée et/ou produite en Amérique latine (production sous licence au Mexique entre autres), en Afrique, en Asie, mais aussi en Europe. Depuis 1980, elle est remplacée par une version modernisée la HK21E.

## Fonctionnement
La HK21 reprend du fusil d'assaut allemand son mécanisme de tir à culasse retardée et verrouillage par galets. Il exploite pleinement la munition redoutable de son arme mère. Ces dernières sont contenues par 100 dans un chargeur rectangulaire venant se greffer en dessous de l'arme, au niveau de la fenêtre d'éjection des étuis.
La HK21 combine à ses puissantes cartouches un canon particulièrement long, puisque mesurant pas moins de 550 mm (contre à peine 465 mm pour une FN Minimi en 5,56 mm) ainsi qu'une cadence de tir très élevée, de l'ordre de 800 cartouches par minute, ce qui lui permet de fournir une puissance de feu très importante, le tout avec une très grande précision et à une très longue distance, la cartouche de 7,62 étant totalement efficace jusqu'à 800 mètres et restant mortelle jusqu'à un kilomètre. En revanche, cela se paie au prix d'un recul imposant rendant le tir debout ou accroupi pratiquement impossible. Le bipied logé au bout du garde-main prend alors tout son sens. 
Autre inconvénient, le poids. Une HK21 chargée et avec bipied pèse pratiquement 10 kg. Un inconvénient qui peut toutefois être annulé si on utilise l'arme depuis une position fixe. Il n'est en effet pas rare de voir des HK21 montées sur des hélicoptères ou sur des embarcations légères.
La taille de la mitrailleuse permet également le montage facile de divers accessoires, en particulier des systèmes de visées optiques, mais également une poignée montée sur le garde-main voire un silencieux ; toutefois l'utilité de ce dernier sur une mitrailleuse n'apparaît pas évidente.

## Variantes

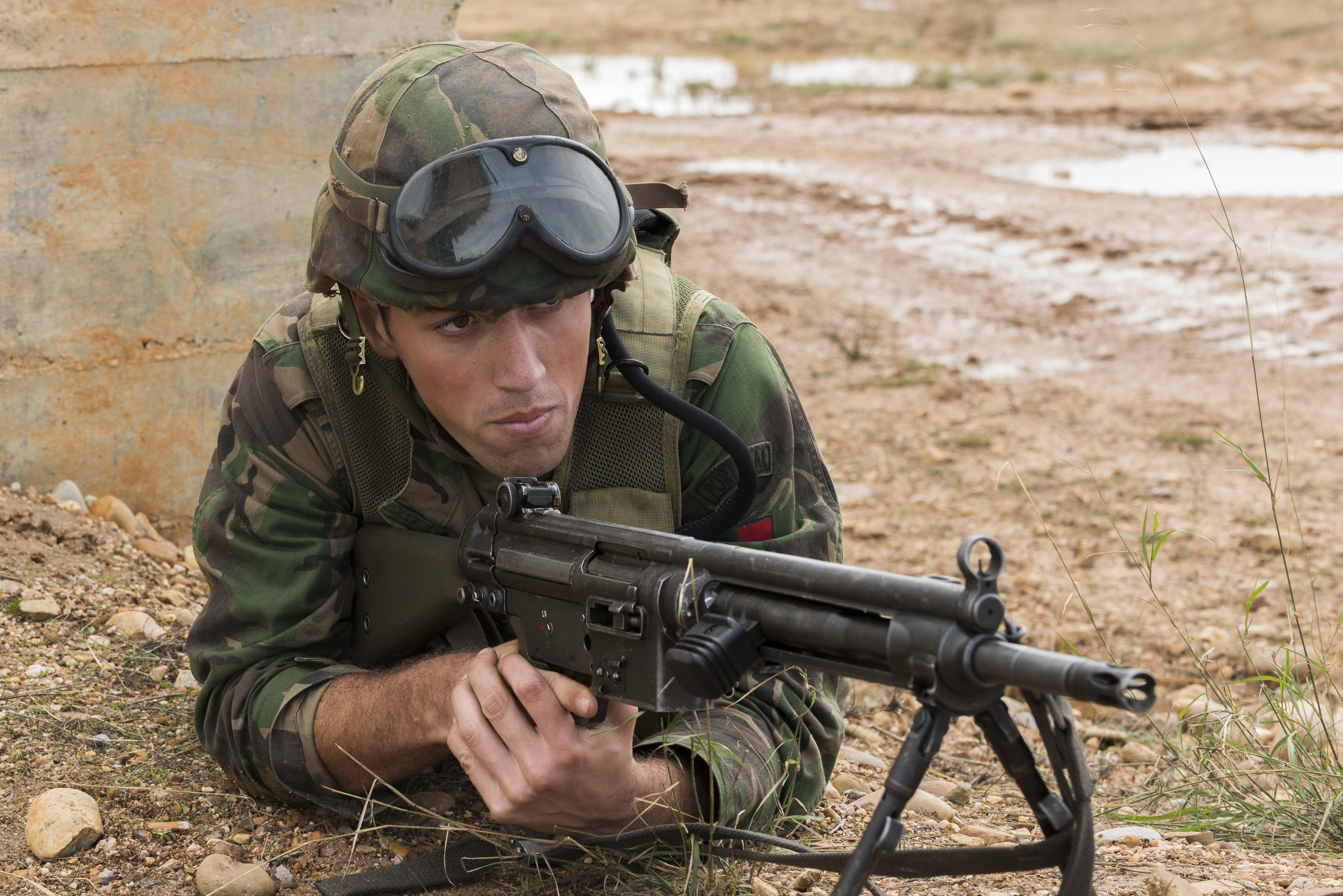
Un militaire portugais en 2015 armé d'une HK21.

### HK11/11E
C'est la version FM (alimentation par chargeur seulement). Canon court du G3A3.

### Versions7,62 mm M43
Pendant un court moment, la firme HK proposa un kit permettant de tirer la 7,62 mm M43 dans son modèle 21. Cette version a été employée en Finlande et par l'US SOCOM en Irak à partir de 2003.

### Versions5,56 mm OTAN
La HK21 en 5,56 mm pèse à vide 5,06 kg. Elle est alimentée par chargeur (20, 30, 40 coups) ou bande (100 c). La HK21A1 a une masse de 6,01 kg et accepte des bandes de 100/200 coups.

### HK G8
Le HK G8 est une version du HK11E destinée aux unités de police type SWAT (en service au GSG 9). Il reçoit un limitateur de rafales à 3 coups et peut être alimenté par chargeur ou bande. Le G8A1 ne peut recevoir que des chargeurs et ne tire que coup par coup.

### HK 13
Le HK13 est un fusil-mitrailleur utilisant des chargeurs de HK33. Le modèle HK13E en est le successeur et une version améliorée. Il dispose d'un limiteur de rafales à trois coups et d'une poignée antérieure. Il peut recevoir les chargeurs des HK G41 et du M16 ou les chargeur Beta C-MAG. La HK13E est plus lourde que le modèle d'origine.

## La HK 21 dans la culture populaire
Peu connue du grand public, la HK 21 est visible, selon le site IMFDB, dans quelques films dont :
- Mort ou vif  (dans les mains de Nick Randall joué par Rutger Hauer) en 1987,
- Police Story 3: Supercop  en 1993,
- dans le Japanime Kochikame, Volvo Saigo utilise une HK 21,
- Le monde ne suffit pas (armant Maria Grazia Cucinotta jouant Giulietta da Vinci) en 1999,
- Une HK 21 est visible sur la tourelle d'un blindé portugais dans Capitaines d'avril en l'an 2000,
- Les Fils de l'homme en 2006.

Enfin les gamers peuvent choisir cette mitrailleuse ouest-allemande dans des jeux vidéos tels :
- Call of Duty: Black Ops 	 (HK 21)
- Battlefield 2 : Euro Force 	 (HK 21)
- Jagged Alliance: Back in Action (HK 21 sous le nom de K&H 21)
- Rainbow Six: Rogue Spear 			(HK21E)
- Global Operations 			(HK21E)[1]

## Fiche technique HK21E (version actuellement produite)
- Concepteur et fabricant : Heckler & Koch
- Munition : 7,62 x 51 mm
- Longueur totale : 1 140 mm
- Longueur du canon : 550 mm
- Masse avec bipied : 9,5 kg (vide)
- Alimentation : bandes de 100 cartouches
- Cadence de tir : 800 coups par minute

## Diffusion

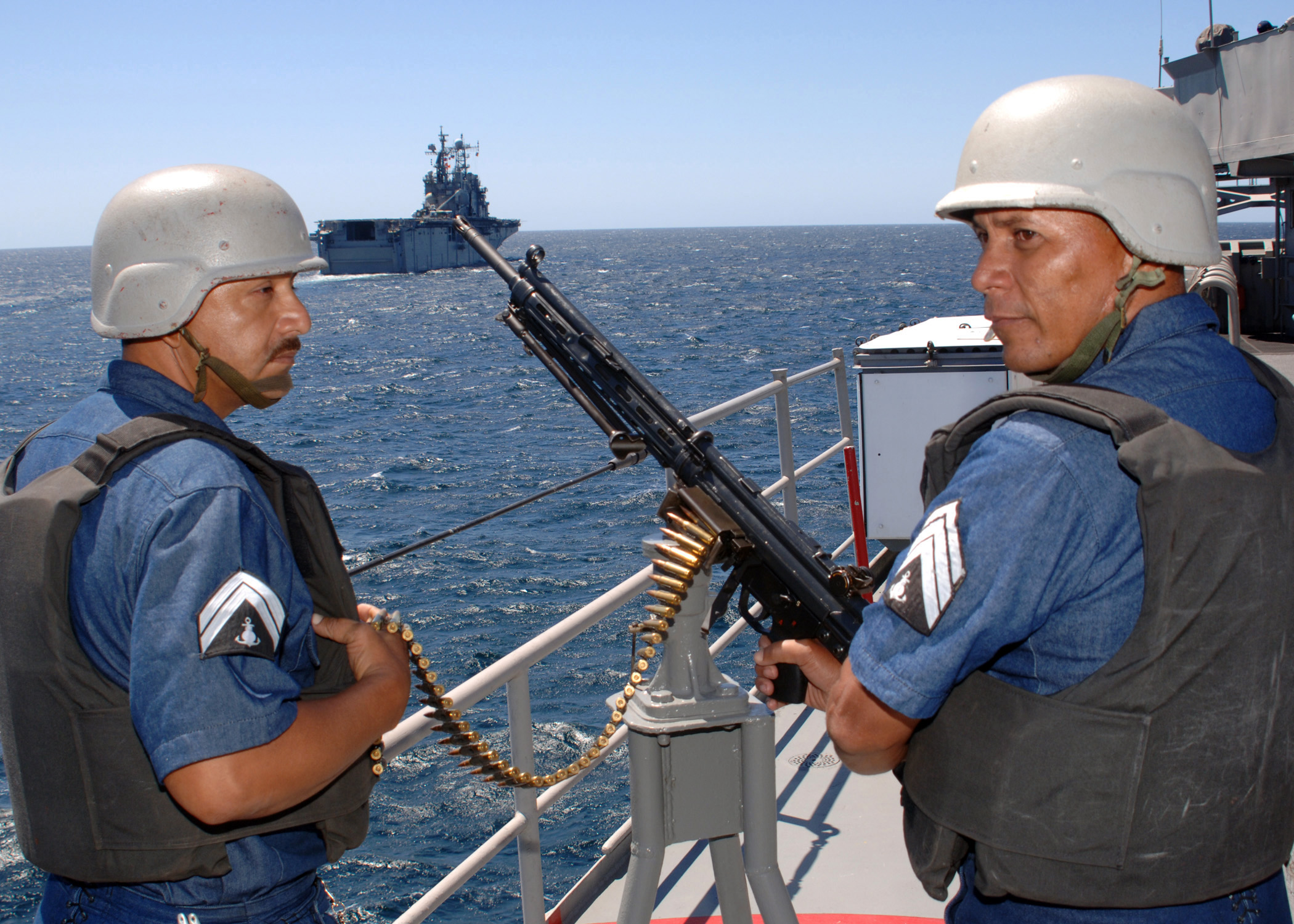
Mitrailleuse à bord d'un navire de la marine mexicaine.

Les HK21/HK 21A/21E furent (ou sont toujours en 2020) adoptées, en dehors de Allemagne de l’Ouest, par les forces armées des pays suivants : Angola, Bangladesh, Brésil (BOPE), Cameroun, Colombie, Chili, Chypre (armes grecques pour la Garde nationale chypriote) Colombie, Croatie, Équateur , Finlande, Grèce (production sous licence), Guinée-Bissau, Jordanie, Malaisie, Mexique, Mozambique, Niger, au Nigeria, Norvège, Paraguay, Pérou, Salvador, Thaïlande et Turquie
Les HK21 portugaises furent produites localement par INDEP (Mitrailleuse M/968) et utilisées lors des guerres coloniales portugaises en Angola, en Guinée-Bissau et au Mozambique. Les Ellenki Biomicanicha Oplon ( Grèce) et le Districto Industrial Militar ( Mexique, Mitrailleuse 21) la produisent toujours.
Même les Forces spéciales américaines ont utilisé des HK 21, ainsi que certains services de police aux États-Unis (Police Tribale Navajo) et les services de sécurité de la NASA.

## Les guerres de la HK 21
Moins diffusé que la MG3, outre les guerres coloniales portugaises, la HK 21 a néanmoins connu l'épreuve du feu durant :
- la guerre du Viêt Nam
- la guerre du football
- la révolution des Œillets
- la guerre civile libanaise
- la deuxième guerre du Shaba
- la guerre civile du Sri Lanka
- la guerre civile du Salvador
- l'opération Serre d'Aigle
- le conflit kurde en Turquie
- le conflit armé colombien
- la guerre contre la drogue au Mexique
- la guerre civile angolaise
- la guerre civile du Mozambique
- la guerre de la frontière sud-africaine
- la guerre d'Irak
- le coup d'État de 2006 en Thaïlande